# Сушилово (Прогресское сельское поселение)
Сушилово — деревня в Боровичском муниципальном районе Новгородской области, входит в Прогресское сельское поселение.

## География
Деревня расположена в северной части района, к востоку от озера Пелено, с востока от автодороги Боровичи — Хвойная.

## История
В Боровичском уезде Новгородской губернии в 1911 году деревня Сушилово находилась на территории Белавинской волости, число жителей тогда было — 218, дворов — 48, деревня тогда находилась на земле Белавинского сельского общества, в деревне тогда имелись: часовня, земская школа, хлебозапасный магазин и мелочная лавка По постановлению ВЦИК от 3 апреля 1924 Белавинская волость была упразднена и присоединена к Волокской волости уезда. Затем, с августа 1927 года, деревня Сушилово — центр Сушиловского сельсовета новообразованного Кончанского района новообразованного Боровичского округа в составе переименованной из Северо-Западной в Ленинградскую области. В ноябре 1928 года Сушиловский сельсовет был упразднён, а Сушилово вошло в состав новообразованного Быковского сельсовета. По постановлению ЦИК и СНК СССР от 23 июля 1930 года Боровичский округ был упразднён, а район перешёл в прямое подчинение Леноблисполкому. Постановлением Президиума ВЦИК от 1 января 1932 года Кончанский район был упразднён, а Быковский сельсовет вошёл в состав Боровичского района. Население деревни Сушилово в 1940 году было 291 человек. Указом Президиума Верховного Совета СССР от 5 июля 1944 года была образована Новгородская область и Боровичский район вошёл в её состав.
Решением Новгородского облисполкома № 359 от 8 июня 1954 года был образован Спасский сельсовет Боровичского района, с центром в деревне Спасское, из упразднённых Белавинского, Большелесовского и Быковского сельсоветов. Решением № 296 Новгородского облисполкома от 9 апреля 1960 года Спасский сельсовет был упразднён, а Сушилово вошло в состав Большелесовского сельсовета.
Во время неудавшейся всесоюзной реформы по делению на сельские и промышленные районы и парторганизации, в соответствии с решениями ноябрьского (1962 года) пленума ЦК КПСС «о перестройке партийного руководства народным хозяйством» с 10 декабря 1962 года и сельсовет и деревня вошли в крупный Боровичский сельский район, а 1 февраля 1963 года административный Боровичский район был упразднён. Пленум ЦК КПСС, состоявшийся 16 ноября 1964 года, восстановил прежний принцип партийного руководства народным хозяйством, после чего Указом Верховного Совета РСФСР от 12 января 1965 года сельские районы были преобразованы вновь в административные районы и решением Новгородского облисполкома от 12 января 1965 года и Большелесовский сельсовет и деревня Сушилово вновь в Боровичском районе. Решением Новгородского облисполкома № 187 от 5 мая 1978 года Большелесовский сельсовет был переименован в Прогресский.
После прекращения деятельности Прогресского сельского Совета в начале 1990-х стала действовать Администрация Прогресского сельсовета, которая была упразднена с 1 января 2006 года на основании постановления Администрации города Боровичи и Боровичского района от 18 октября 2005 года и деревня Сушилово, по результатам муниципальной реформы входила в состав муниципального образования — Прогресское сельское поселение Боровичского муниципального района (местное самоуправление), по административно-территориальному устройству была подчинена администрации Прогресского сельского поселения Боровичского района.

## Население
| 2000 | 2001 | 2002 | 2003 | 2004 | 2005 | 2006 |
| ---- | ---- | ---- | ---- | ---- | ---- | ---- |
| 11   | ↘10  | →10  | ↘8   | →8   | →8   | →8   |
| 2007 | 2008 | 2009 | 2010 |      |      |      |
| ↘7   | →7   | →7   | ↘1   |      |      |      |

По переписи населения 2002 года, в деревне Сушилово проживали 9 человек (все русские)